# Associação Garanhuense de Atletismo
Associação Garanhuense de Atletismo, ook bekend als kortweg AGA is een Braziliaanse voetbalclub uit Garanhuns in de staat Pernambuco.

## Geschiedenis
De club werd opgericht in 1930 en is door de jaren heen in meerdere sporten actief geweest. Nadat voetbal halverwege de jaren tachtig gestopt werd keerde de club in 2000 terug naar het competitievoetbal en werd een profclub. AGA werd meteen kampioen van de Série A2 en promoveerde zo naar de hoogste klasse van de staatscompetitie. Na twee vijfde plaatsen werd de club vierde in 2003, echter volgde in 2004 een degradatie. Het volgende seizoen deed de club lang mee voor promotie maar werd net voor de laatste fase uitgeschakeld. Hierna trok de club zich terug uit het profvoetbal.